# Кадринская труба
Кадринская труба или Кадринский прорыв — каскад речных порогов на горной реке Катунь в её среднем течении в Республике Алтай протяжённостью около 10 километров. Порог Кадринская труба имеет 3—4 категорию сложности по российской классификации.

## Физико-географические характеристики порога
Порог Кадринская труба находится в республике Алтай (Онгудайский район) на реке Катунь в её среднем течении. Порог расположен сразу за устьем правого притока Катуни реки Кадрин. Порогу Кадринская труба предшествует порог Ильгуменский (4 к. с.), расположенный выше по течению в 6 километрах. Длина порога Кадринская труба составляет около 10 километров. На всём протяжении порога река периодически сужается, местами более, чем в 2 раза. В нескольких километрах ниже по течению после окончания порога Кадринская труба начинается порог Шабаш (4—5 к. с.), являющийся одним из наиболее сложных препятствий Средней Катуни. Ввиду того, что автомобильные дороги пролегают вдали от порога Кадринская труба, попасть сюда можно только по воде, сплавляясь по рекам Катунь или Кадрин (сплав 6 к. с.).

## Технические характеристики порога

### Подход к порогу
После порога Ильгуменский Катунь некоторое время течёт спокойно до впадения в неё правого притока реки Айлагуш. После Айлагуша река приобретает характер шиверы с несложными валами и бочками 1—2 категории сложности. Через 1 километр ниже по течению от Айлагуша, сразу после устья правого притока Катуни реки Кадрин, начинается порог Кадринская труба. Ввиду большой протяженности порога разведка порога с берега считается целесообразной.

### Прохождение порога
Порог Кадринская труба представляет собой цепь препятствий 2—4 категории сложности по российской классификации, не имеющих собственных названий. На протяжении всего порога Катунь периодически сужается, местами до 50 метров. В местах таких сжатий возникают большие валы и бочки размером до 2 метров. Расстояние по реке между скальными сужениями составляет в среднем около 300—600 метров. Для этих промежутков характерны поганки, воронки и улова. В целом, препятствия в пороге достаточно однообразны. Порог проходят по основной струе.
На выходе из порога расположено препятствие «Поганка», или «Мешок» (3 к. с.), иногда выделяемое в самостоятельный порог. В этом месте река сужается до 20 метров, скорость потока сильно возрастает. После сужения река резко расширяется, образуя подобие озера. В центре потока, выходящего из сужения, расположена большая бочка, достигающая высоты 3,5 метра в высокую воду. По бокам от бочки расположены большие воронки. «Поганку» стараются проходить через бочку по центру, стремясь избежать попадания в воронки. После окончания порога Катунь приобретает относительно спокойный характер вплоть до начала порога Шабаш.

## Туризм
Порог Кадринская труба является одним из основных препятствий при сплавах по средней Катуни. Порог является проходимым для плотов (рафтов), катамаранов, каяков.
Прохождение порога Шабаш включено в программу всероссийских состязаний «Супермарафон — Катунь», проходящих в рамках фестиваля «Кубок Катуни — Ак Талай Маргаан», традиционно проходящего в конце августа — начале сентября. Дистанция супермарафона начинается у устья реки Большой Яломан, заканчивается у устья реки Урсул и включает в себя прохождение порогов Ильгуменский, Кадринская труба и Шабаш.